# Hans Steger (Baumeister)
Hans Steger, auch Hans Friedrich Steger, Johann Friedrich Steger, die Schreibweise des Familiennamens auch Steeger, Steiger, Steyer, (* um 1580; † 1635 in Torgau) war ein deutscher Baumeister, Bildhauer und Steinmetz und sächsischer Landbaumeister in der Spätphase der Sächsischen Renaissance.

## Leben
Hans Steger war Schüler des in Dresden lebenden Baumeisters Paul Buchner (auch Paul I Puchner). Kurfürst Johann Georg I. von Sachsen ernannte ihn 1615 zum Baumeister für die Dresdner und sächsischen Schlossbauten.
Als Landbaumeister war er von 1608 bis 1610 an der Erneuerung des Dresdner Schlosses beteiligt. Von 1606 bis 1621 wirkte er zusammen mit Nicol Straßburger aus Strehla am Wiederaufbau des Herrenhauses in Stösitz bei Oschatz mit. Gemeinsam mit Andreas Schwartz errichtete Steger von 1619 bis 1623 den Nordwestflügel von Schloss Hartenfels in Torgau. Auch an der Erhöhung des Dresdner Hausmannsturms um ein weiteres Stockwerk im Jahr 1623 war er beteiligt. Von 1624 bis 1626 folgten als Nachfolger des Simon Hoffmann Umbauten am Jagdschloss Wermsdorf, 1634 begann unter seiner Mitwirkung der Bau des Schlosses Mutzschen. Johann Friedrich Steger starb in Torgau und wurde in der Alltagskirche (ehemalige Franziskanerkirche) bestattet. Bei den Umbauten der Klosterkirche im 18. Jahrhundert ging jedoch sein 1635 datierter Epitaph, auf dem sein Alter mit 55 Jahren angegeben war, verloren.

## Werke

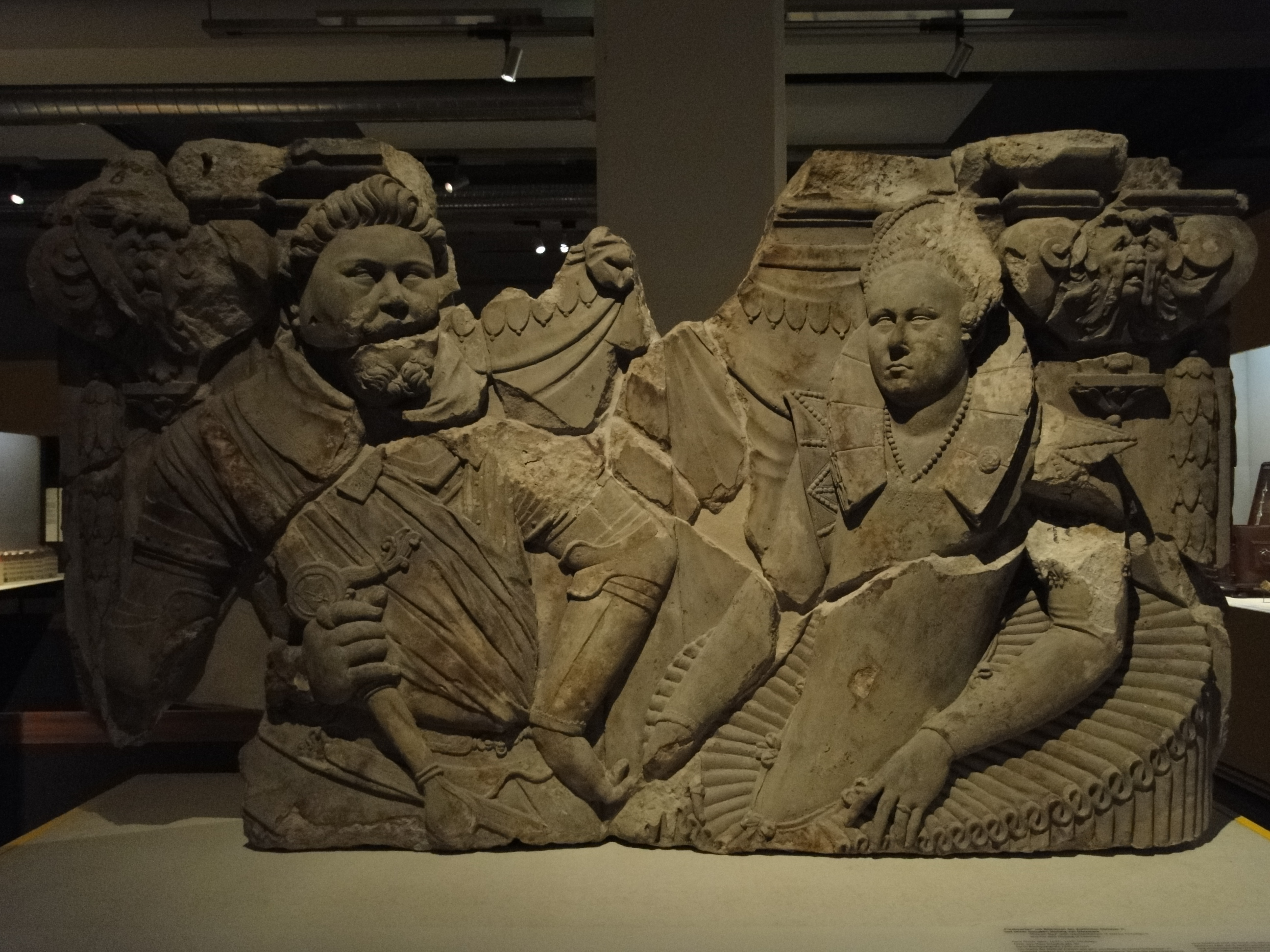
Relief vom Fürstlichen Haus in Dresden

- 1608: Laterne auf dem Torhaus des Südflügels des Dresdner Schlosses, 1682 abgetragen[2]
- 1609/10: Hochreliefs des Kurfürsten Christian II. und von dessen Gattin Hedwig von Dänemark am Fürstlichen Haus in Dresden, Elbgasse (= Schloßstraße 30), heute im Stadtmuseum Dresden[3]
- 1616: achteckiger Brunnen am Neumarkt in Dresden[4]
- 1606–1621 mit Nicol Straßburger aus Strehla Wiederherstellung des abgebrannten Herrenhauses Stösitz bei Oschatz
- 1619–1623 mit Andreas Schwartz am Bau des Nordwestflügels von Schloss Hartenfels in Torgau tätig[5]
- 1624 Nachfolger des Simon Hoffmann am Umbau des Jagdschlosses Wermsdorf
- 1626–1636 Reparatur der Straßenbrücke über die Elbe in Torgau[6]
- 1634 Leitung des Baues des Schlosses Mutzschen